# Friedrich-Georg Brinkmann
Friedrich-Georg Brinkmann (* 16. März 1898 in Bad Essen, Landkreis Wittlage; † 6. März 1975 in Hannover) war ein deutscher Politiker (NSDAP/FDP).

## Leben
Brinkmann besuchte von 1906 bis 1909 die Volksschule Bad Essen, von 1909 bis 1913 die Rektorschule Bad Essen und von 1913 bis 1915 die Höhere Handelsschule. Anschließend nahm er am Ersten Weltkrieg teil. Zum 1. Oktober 1930 trat Brinkmann der NSDAP bei (Mitgliedsnummer 314.223). Am 1. Mai 1931 erfolgte der Eintritt in die SA, in der er den Rang eines Standartenführers erreichte. Von 1931 bis 1932 war er als kaufmännischer Angestellter und Handelsvertreter tätig, anschließend war er bis 1933 erwerbslos.
1933 erfolgte seine Ernennung zum hauptamtlichen Stadtrat der Stadt Neumünster. Hier wurde er mit der Wahrnehmung der Geschäfte des Stadtkämmerers beauftragt und war ebendort seit 1. April 1933 Polizeichef, wo der „Alte Kämpfer“ Brinkmann das Personal nach nationalsozialistischen Vorstellungen politisch säuberte und die Unterdrückung und Verfolgung politischer Gegner im Ort durchführte.
Brinkmann war 1934 Mitglied in der Deutschen Jägerschaft, im Reichsluftschutzbund und im Reichskolonialbund. Zudem war er von 1934 bis 1939 Vorsitzender der Arbeitsgemeinschaft Schleswig-Holsteinischer Krankenhäuser und Mitglied im NS-Reichsbund für Leibesübungen, in dem er ab 1935 Sportkreisführer war. Bis 1937 war er Brigadeführer im NSFK, vom 1. April 1937 bis 1. Mai 1945 Obergruppenführer. Ab 1939 befand sich Brinkmann beim NSFK und der Luftwaffe im Kriegseinsatz.
Von 1945 bis 1948 befand sich Brinkmann in alliierter Internierung. In seinem Entnazifizierungsverfahren wurde er mit Entscheidung des Entnazifizierung-Hauptausschusses Osnabrück vom 25. März 1949 in Kategorie IV (Mitläufer) eingestuft und ihm seine Wählbarkeit abgesprochen. Gemäß § 2ff. der Verordnung über Aufhebung der erneuten Überprüfung der Entnazifizierungsentscheidungen vom 30. Juni 1949 wurde Brinkmann mit Wirkung vom 1. September 1950 in Kategorie V (Unbelastet) entnazifiziert.
Seit 1950 war Brinkmann Mitglied der FDP. Er wurde im selben Jahr Bezirksvorsitzender der FDP im Bezirksverband Osnabrück. Bis September 1955 war er Mitglied des Landesvorstandes der FDP Niedersachsen.
In der zweiten bis vierten Wahlperiode wurde er zum Mitglied des Niedersächsischen Landtages vom 17. April 1953 bis 5. Mai 1963. Im Landtag war er Schriftführer vom 26. Mai 1955 bis 5. Mai 1959. Vom 17. Mai 1954 bis 5. Mai 1955 war er Mitglied im Gesundheitsausschuss, vom 1. Juli 1955 bis 5. Mai 1959 im Ausschuss für Sozialangelegenheiten, vom 28. Februar 1956 bis 5. Mai 1959 im Kultusausschuss, vom 3. April 1958 bis 8. April 1958 sowie vom 24. Juni 1958 bis 5. Mai 1959 im Ältestenrat, vom 3. April 1958 bis 8. April 1958 sowie vom 24. Juni 1958 bis 5. Mai 1959  im Ausschuss gem. Art. 12 der Verfassung, vom 1. Juli 1959 bis 5.5 Mai 1963 im Eingabenausschuss, vom 1. Juli 1959 bis 10. Januar 1962 im Sonderausschuss für Fragen des Beamtenrechts, vom 19. September 1959 bis 5. Mai 1963 im Ausschuss für Haushalt und Finanzen und vom 19. September 1959 bis 5. Mai 1963 im Unterausschuss „Prüfung der Haushaltsrechnungen“.